# Shahpura
Shahpura is een nagar panchayat (plaats) in het district Jabalpur van de Indiase staat Madhya Pradesh. 

## Demografie
Volgens de Indiase volkstelling van 2001 wonen er 11.961 mensen in Shahpura, waarvan 52% mannelijk en 48% vrouwelijk is. De plaats heeft een alfabetiseringsgraad van 72%. 